# Юридична техніка
Юриди́чна те́хніка — сукупність методів, засобів і прийомів, які використовуються у відповідності до прийнятих правил при виробленні та систематизації нормативно-правових актів для забезпечення їх досконалості. Найважливіший її різновид — законодавча (правотворча), зокрема правозастосовна техніка.

## З історії поняття
Авторство терміну належить німецькому правознавцеві Рудольфу фон Єрингу (1818—1892). «Юридична техніка» є частиною його основної праці «Дух римського права на різних щаблях його розвитку», параграфи 37-41.
Проте, фактично, дослідження з юридичної техніки як мистецтва застосування права, в тому числі написання законів та інших правових документів, сходять ще до античних авторів, зокрема, Платона й Арістотеля. Чимала заслуга в розробці поняття, пізніше названого юридичною технікою, належить Ф. Бекону, Т. Гоббсу, Дж. Локку, Ш.-Л. Монтеск'є, а також іншим мислителям Нового часу і Просвітництва. Велику роль зіграли і праці основоположника англійського утилітаризму Дж. Бентама.
Починаючи з кінця XIX — початку XX століть дослідження з юридичної техніки бурхливо розвиваються, чому сприяли як підвищення значення парламентів у системі державної влади більшості європейських держав і, як наслідок, інтенсифікація законотворчості, так і поширення філософських ідей позитивізму, а пізніше — неопозітівізму з їх підвищеною увагою до проблем точності мови.
У наш час як вітчизняна, так і зарубіжна юридична наука налічують велику кількість досліджень у галузі юридичної техніки.

## Види юридичної техніки
1. законодавча техніка;
2. техніка систематизації законодавства;
3. техніка правозастосовних актів.

### Правила законодавчої техніки
- стосовно форми (зовнішнього оформлення) нормативних актів — наявність обов'язкових офіційних реквізитів:
  - назва,
  - дата,
  - орган прийняття,
  - підпис відповідної посадової особи тощо;
- стосовно змісту нормативного акту:
  - регулювання однорідних суспільних відносин,
  - відсутність пробілів,
  - мінімізація виключень і відсилань тощо;
- стосовно структури нормативного акту:
  - загальні норми містяться на початку нормативного акту,
  - однорідні норми викладаються компактно, наприклад у главах, розділах нормативного акту,
  - нумерація статей є суцільною, стабільною тощо;
- стосовно викладу норм права:
  - ясність,
  - точність,
  - стислість мови нормативних актів,
  - стандартність формулювань тощо[1].

## Структура юридичної техніки
- Техніка правотворчості
  - законотворчість,
  - підзаконна правотворчість
  - локальна нормотворчість місцевого самоврядування (муніципальне право)
  - пряма безпосередня правотворчість
  - договірна нормотворчість
- Техніка реалізації права
  - виконання норм права
  - дотримання норм права
  - використання суб'єктивного права
- Техніка систематизації юридичних документів
  - кодифікація
  - консолідація
  - інкорпорація
- Правозастосовча техніка
  - оперативно-виконавче правозастосування
  - правоохоронне правозастосування
- Техніка тлумачення (інтерпретації) норм права
  - мовне тлумачення
  - логічне тлумачення
  - системне тлумачення
  - спеціальне юридичне тлумачення
  - історичне тлумачення
  - телеологічне (цільове) тлумачення
  - функціональне тлумачення
  - герменевтичне тлумачення[2].